# Strażnica (Pasmo Wolińskie)
Strażnica – wzniesienie o wysokości 73,9 m n.p.m. na wyspie Wolin, nad brzegiem Morza Bałtyckiego, na terenie Wolińskiego Parku Narodowego.
Na południowy zachód od Strażnicy znajduje się wzniesienie Kikut, na której ulokowano latarnię morską.
Przy wschodniej części Strażnicy znajduje się obszar ochrony ścisłej im. dr. Stefana Jarosza.
Nazwę Strażnica wprowadzono urzędowo rozporządzeniem w 1949 roku, zastępując poprzednią niemiecką nazwę Kieckturm.